# Аэротропизм
Аэротропизм (от Аэро… и греч. tropos — поворот, направление) — хемотаксические искривления, наблюдаемые на корнях и стеблях различных растений, подвергающихся одностороннему воздействию газообразных веществ (углекислоты, кислорода и других). В естественных условиях аэротропизм может наблюдаться у многих мангровых деревьев и прочих растений, произрастающих на плохо аэрируемой почве.